# ジャロッド・サルタラマッキア
- ジャロッド・サルタラマキア

ジャロッド・スコット・サルタラマッキア（Jarrod Scott Saltalamacchia, 1985年5月2日 - ）は、アメリカ合衆国フロリダ州パームビーチ郡ウェストパームビーチ出身の元プロ野球選手（捕手）。右投両打。愛称はサルティ（Salty）。
発音指示によると「サルタラマキーヤ(sal-tuh-la-MAH-kee-yuh)」となっている。

## 経歴

### プロ入りとブレーブス時代
2003年のMLBドラフト1巡目追補（全体36位）でアトランタ・ブレーブスから指名され、プロ入り。契約後、傘下のルーキー級ガルフ・コーストリーグ・ブレーブスでプロデビュー。この年は46試合に出場して打率.239、2本塁打、14打点と平凡な成績で終わった。翌2004年はA級ローム・ブレーブスへ昇格した。91試合で打率.272、10本塁打、51打点の成績を残す。2005年にはA+級マートルビーチ・ペリカンズで129試合に出場して打率.314、19本塁打、81打点の成績を残し、一躍注目を集める。代表にも選出され、11月に行われた北京オリンピック北中米予選では8打数7安打、2本塁打、5打点と大活躍し1位通過に貢献した。ブレーブス傘下のトッププロスペクトに選ばれた2006年はAA級ミシシッピ・ブレーブスでプレーするも、怪我に悩まされ良い成績を残す事はできなかったが、故障者リスト明けに再度代表に選出され、オリンピックアメリカ大陸予選ではオリンピック出場権を獲得した。
2007年もAA級ミシシッピで開幕を迎えたが、22試合で打率.309、6本塁打と序盤から好調であった。正捕手ブライアン・マッキャンが怪我をしたため、偶然にも22歳の誕生日である5月2日にメジャーに初昇格する。

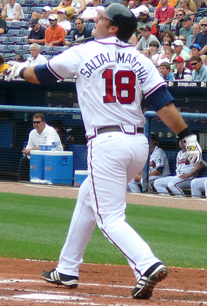
ブレーブス時代

25試合マスクをかぶったが、マッキャンがいたこととアダム・ラローシュが去った一塁はスコット・ソーマンとクレイグ・ウィルソン（5月17日に自由契約）のプラトーンでは打力不足のため、一塁手としても14試合出場する。

### レンジャーズ時代

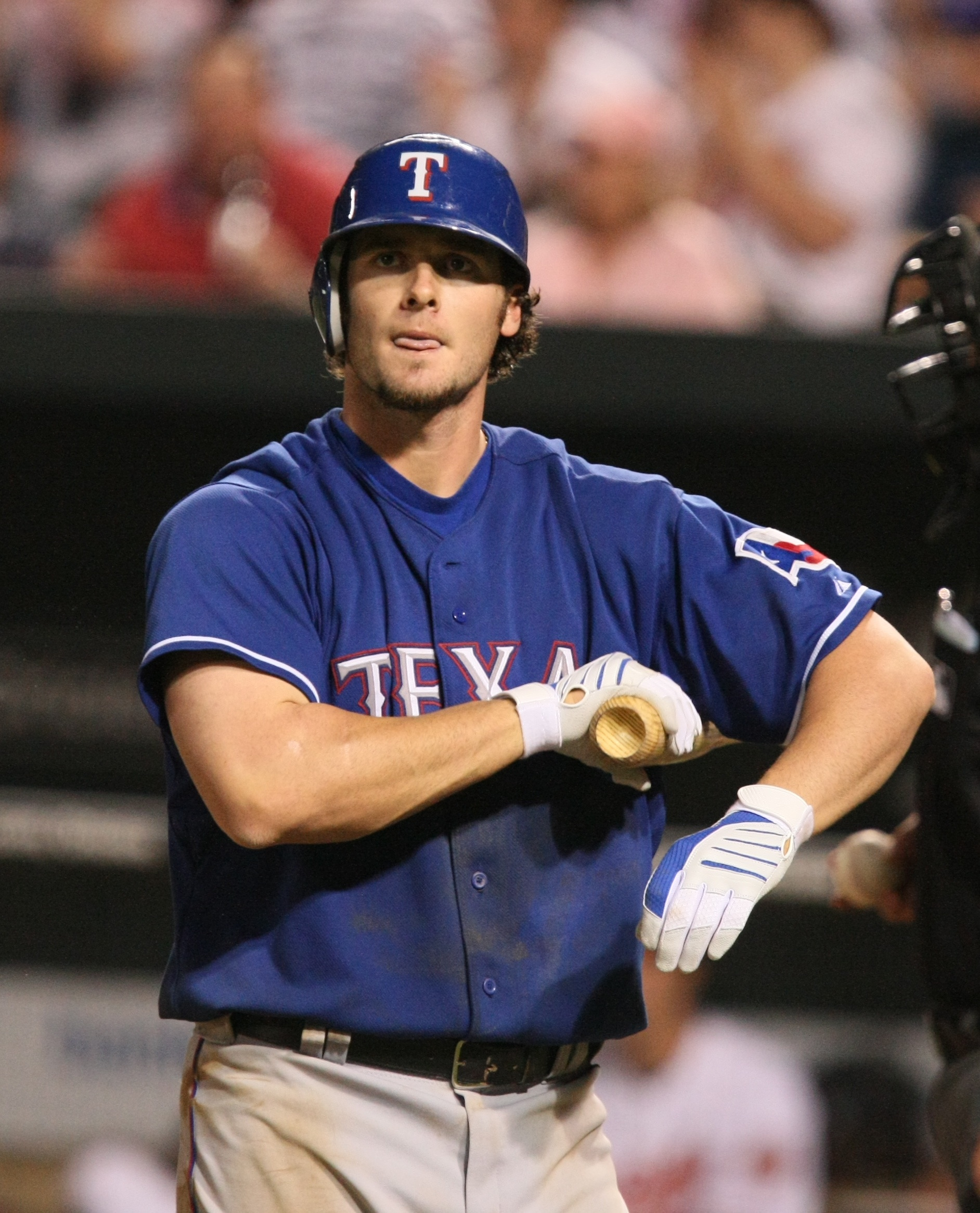
テキサス・レンジャーズ時代
(2009年4月25日)

プレーオフ進出の可能性が残っていたブレーブスが一塁の強化のため行ったフラッグシップ・ディールで、7月31日にマーク・テシェイラとロン・メイヘイとのトレードで、エルビス・アンドラスとネフタリ・フェリス、マット・ハリソン、ボー・ジョーンズと共にテキサス・レンジャーズに移籍。レンジャーズ移籍後は堅守の捕手ジェラルド・レアードがいることもあり、一塁手での出場が24試合と捕手での出場22試合を上回った。
将来的には打力を生かすためのコンバートも考えられたが、2008年シーズンはレアードと正捕手の座を争うことになった。
2009年はレアードが移籍したため、正捕手となったが8月15日に右肩の怪我で故障者リストに登録され、84試合の出場にとどまった。
2010年は開幕から2試合に出場しただけで右肩痛を再発し、故障者リスト入りした。4月27日に故障者リストから外れたが、その後はAAA級オクラホマシティ・レッドホークスでの調整が続いた。

### レッドソックス時代
2010年7月31日にクリス・マッギネス、ロマン・メンデス、マイケル・トーマスとのトレードで、ボストン・レッドソックスへ移籍したが、右肩の完治には程遠く、わずか10試合の出場に終わった。
2011年は、実質的にジェイソン・バリテックの後継者として正捕手の座を獲得し、103試合に出場。打率.235、16本塁打、56打点を記録して4年ぶりに二桁本塁打を放った。一方、ナックルボールの捕球が上手いとの触れ込みで、ナックルボーラーのティム・ウェイクフィールドの専属捕手も務めたが、リーグワーストとなる26捕逸を喫した。決して捕球が下手ではなかったが、これまでにウェイクフィールドとバッテリーを組んだ専属捕手では圧倒的に捕逸が多かった（それまではダグ・ミラベリの15捕逸が最多）。
2012年は121試合に出場して打率.222、25本塁打、59打点を記録した。打率こそ低下したが、評価の高かったパワーを本格的に発揮した。
2013年は2年連続で121試合に出場した。打率.273、14本塁打、65打点という打撃成績で、3年連続での二桁本塁打クリア、打率と打点で自己記録を更新した。また、規定打席未到達ながら40本の二塁打（リーグ6位）を放ち、打撃面で収穫の多いシーズンを過ごした。オフの10月31日にFAとなった。

### マーリンズ時代

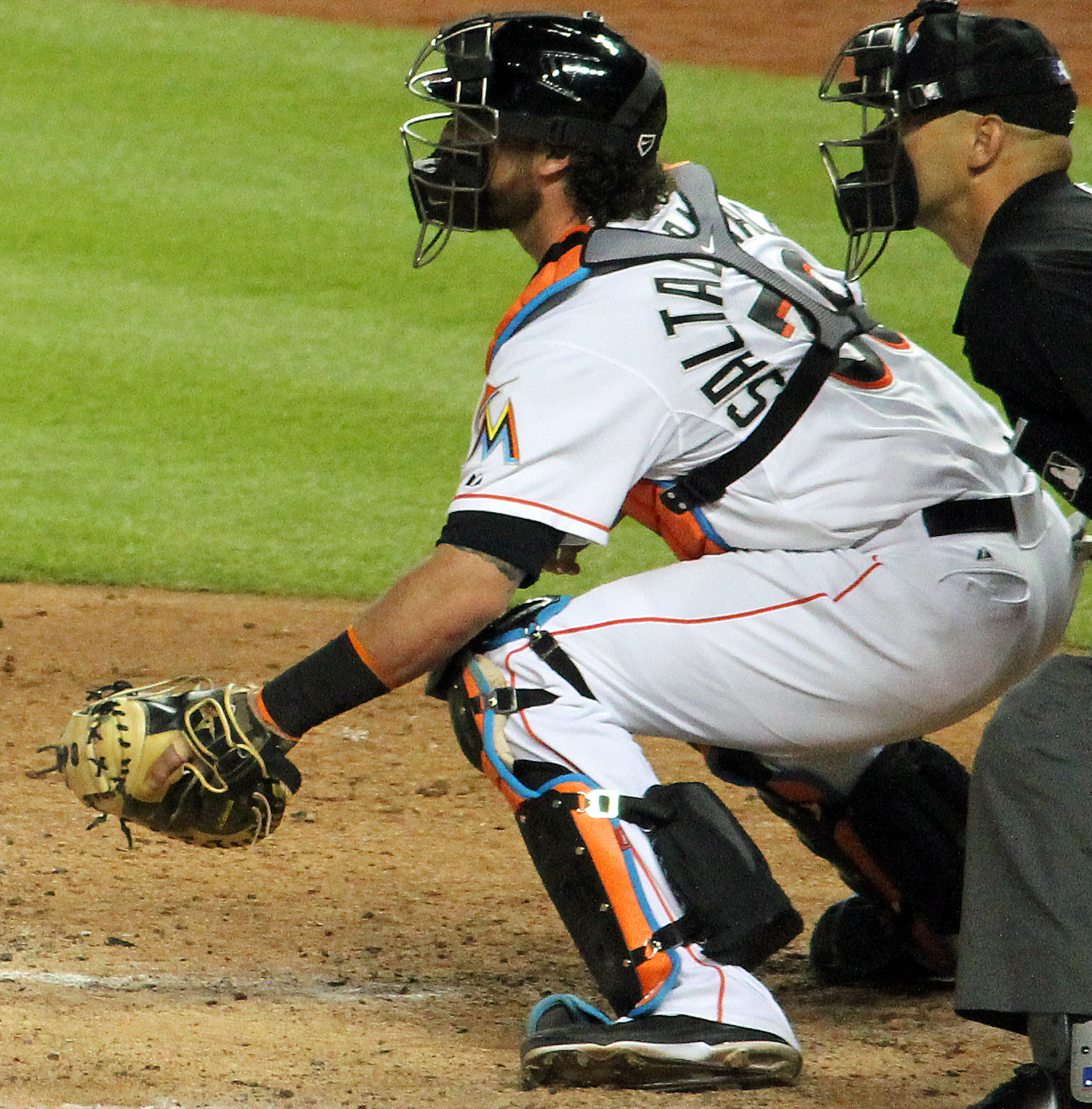
マイアミ・マーリンズ時代
(2014年5月6日)

2013年12月3日にマイアミ・マーリンズと3年契約を結び、6日に球団が正式発表した。
2014年、マーリンズの正捕手格として4年連続100試合以上となる114試合に出場。レッドソックス時代は強打を発揮し、ドラフト1巡目の才能を開花させかけていたが、打率.220・11本塁打・44打点はいずれも、ここ4年で自己ワーストとなる成績だった。また得点・安打・三塁打・盗塁・盗塁死・三振・併殺打・長打率等の成績も2011年以降では自己ワーストであり、大不振に陥った（犠飛5は自己ベスト）。守備も15失策・守備率.981・守備防御点-8・盗塁阻止率19%に終わり、進歩が見られなかった。
2015年、開幕から9試合の出場で29打数2安打と前年に続いて大不振に陥り、4月24日から「パタニティリスト」に入っていたが、27日にDFA、5月5日に自由契約となった。

### ダイヤモンドバックス時代

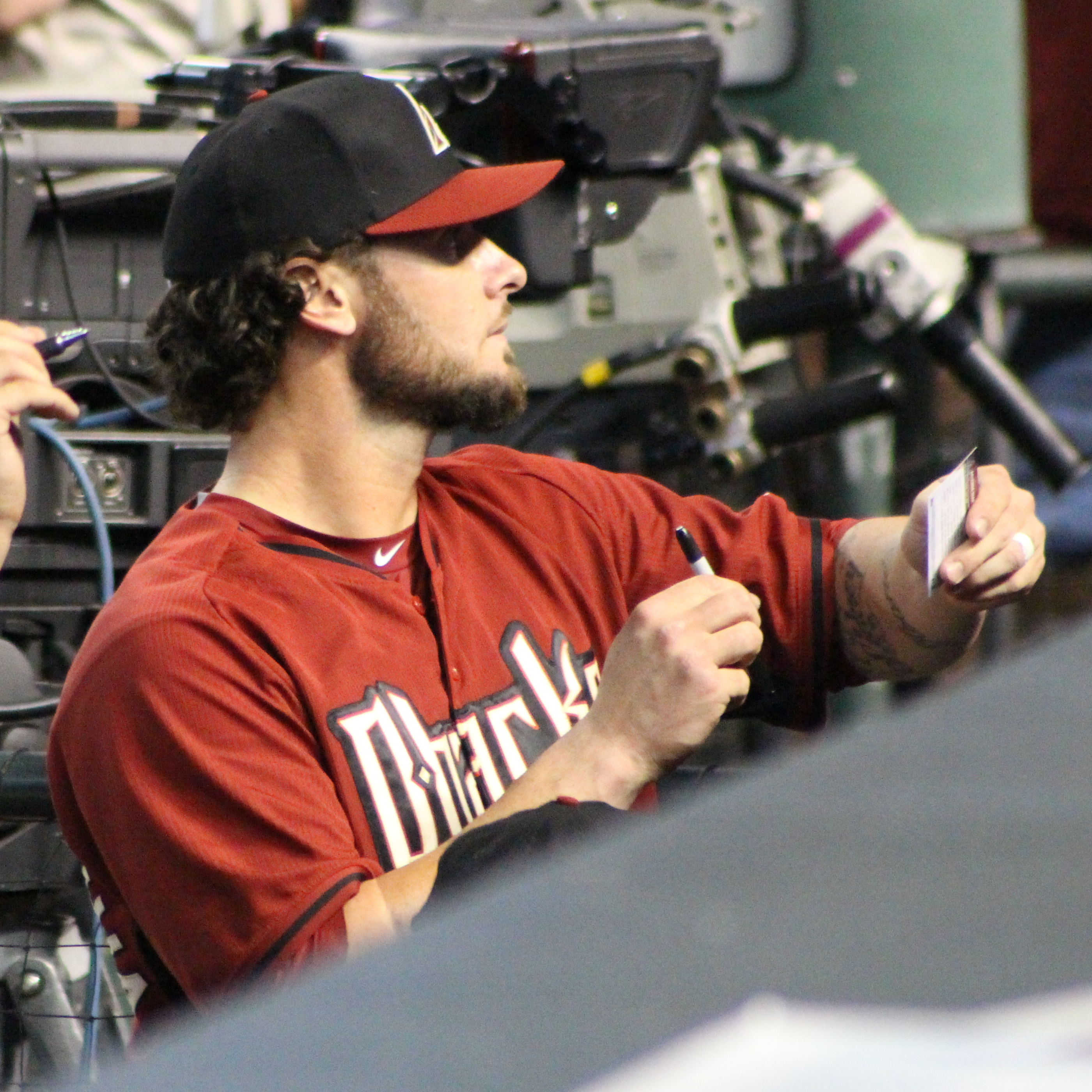
アリゾナ・ダイヤモンドバックス時代
(2015年6月6日)

2015年5月15日にアリゾナ・ダイヤモンドバックスとマイナー契約を結び、29日にメジャー契約となってアクティブ・ロースター入りした。オフの11月2日にFAとなった。

### タイガース時代

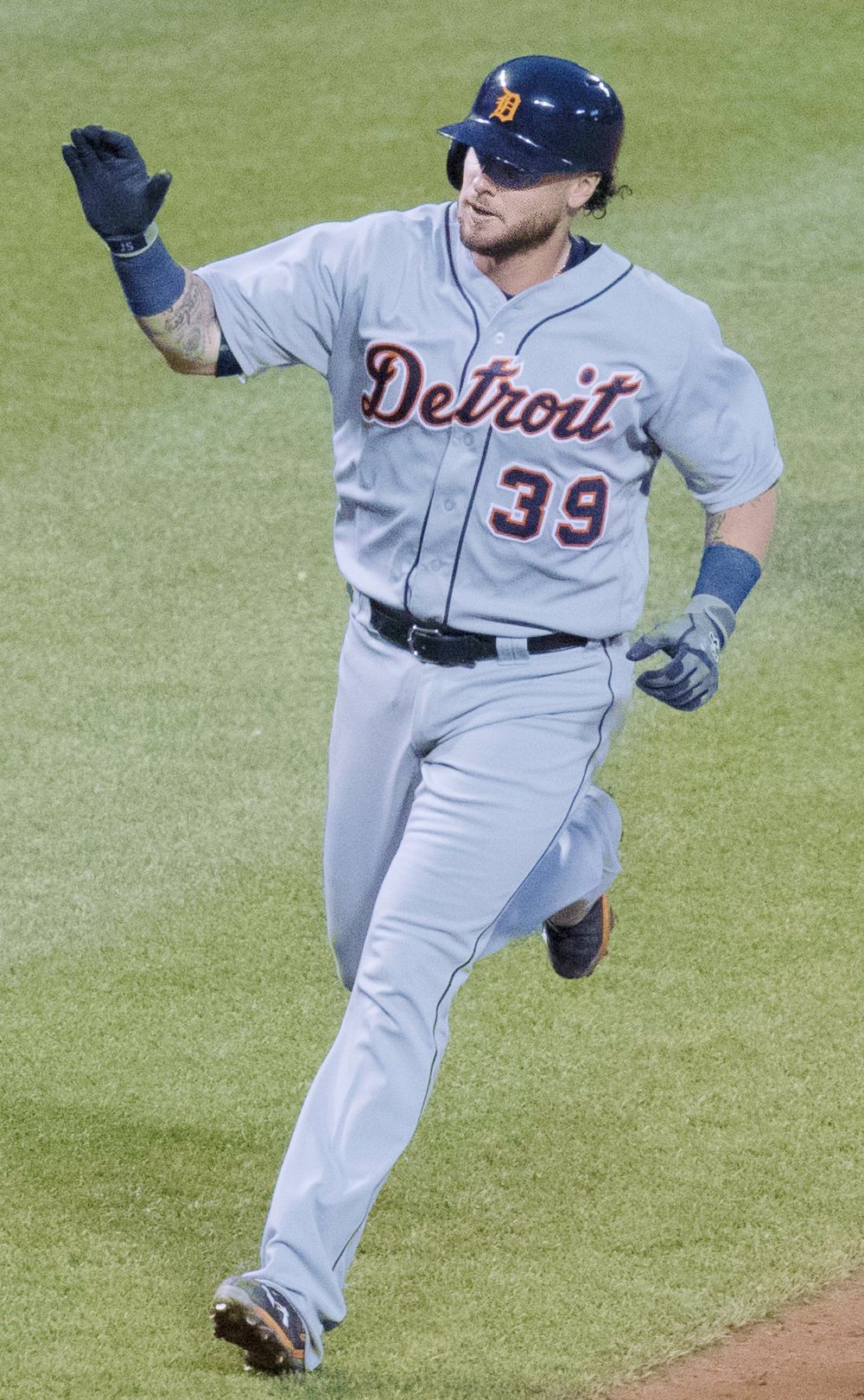
デトロイト・タイガース時代
(2016年5月12日)

2015年12月6日にデトロイト・タイガースと1年契約を結んだ。
2016年、正捕手格の1人として起用されたが、ジェームズ・マッキャンの方がメインだった。92試合に出場し、2年ぶりの二桁となる12本塁打を放って通算100本塁打を達成したが、打率.171・104三振とミート力は例年にも増して粗かった。ディフェンス面では68試合でマスクを被り、3失策・守備率.994・DRS -7・盗塁阻止率24%という成績だった。また、11試合で一塁手も守り、2失策・守備率.966・DRS -2を記録した。オフの11月3日にFAとなった。

### ブルージェイズ時代
2017年2月6日にトロント・ブルージェイズとマイナー契約を結び、同年のスプリングトレーニングに招待選手として参加することになった。4月2日にメジャー契約を結び、開幕25人枠入りした。4月28日にDFAとなり、5月3日に自由契約となった。5月16日に再びブルージェイズとマイナー契約を結び、翌17日に傘下のAAA級バッファロー・バイソンズへ配属された。6月30日に自由契約となった。オフはメキシコのウィンターリーグであるリーガ・メヒカーナ・デル・パシフィコに参加した。

### タイガース復帰
2018年3月9日にデトロイト・タイガースとマイナー契約を結び、スプリングトレーニングに招待選手として参加したが、シーズン開幕はAAA級トレドで迎えた。9月9日にメジャー契約を結び、アクティブ・ロースター入りした。オフの10月29日にFAとなった。
2019年1月28日に引退を表明した。

## 人物
"SALTALAMACCHIA"という14文字の名字は、トッド・ホランズワース（HOLLANDSWORTH）、ティム・スプーニーバーガー（SPOONEYBARGER）、スティーブ・ウォジェハウスキー（WOJCIECHOWSKI）、ウィリアム・バンランディンガム（VanLANDINGHAM）、カーク・ドレッセンドーファー（DRESSENDORFER）の13文字を抜いてメジャーリーグ史上最も長い名字だった（なおもっとも短い苗字は胡金龍（HU）、呉昇桓（OH）の2文字）。あまりに長いつづりのため、ユニフォームの背中に記された名前はわき腹の下まで達する大きなアーチ状になっている（レンジャーズ時代は、フォントサイズが大きかったため特に顕著だった）。この記録は2022年にシメオン・ウッズ・リチャードソン（WOODS RICHARDSON、空白含め16文字）がメジャー昇格を果たし更新されることとなった。
2005年に結婚した14歳年上の妻アシュレイは、彼の出身校であるロイヤル・パームビーチ高校の元体育教師である。だが直接授業を受けたことはない。

## 詳細情報

### 年度別打撃成績
| 年 度     | 球 団     | 試 合 | 打 席 | 打 数 | 得 点 | 安 打 | 二 塁 打 | 三 塁 打 | 本 塁 打 | 塁 打 | 打 点 | 盗 塁 | 盗 塁 死 | 犠 打 | 犠 飛 | 四 球 | 敬 遠 | 死 球 | 三 振 | 併 殺 打 | 打 率 | 出 塁 率 | 長 打 率 | O P S |
| --------- | --------- | ----- | ----- | ----- | ----- | ----- | -------- | -------- | -------- | ----- | ----- | ----- | -------- | ----- | ----- | ----- | ----- | ----- | ----- | -------- | ----- | -------- | -------- | ----- |
| 2007      | ATL       | 47    | 153   | 141   | 11    | 40    | 6        | 0        | 4        | 58    | 12    | 0     | 0        | 0     | 1     | 10    | 1     | 1     | 28    | 4        | .284  | .333     | .411     | .744  |
| 2007      | TEX       | 46    | 176   | 167   | 28    | 42    | 7        | 1        | 7        | 72    | 21    | 0     | 0        | 0     | 0     | 9     | 0     | 0     | 47    | 4        | .251  | .290     | .431     | .721  |
| '07計     | TEX       | 93    | 329   | 308   | 39    | 82    | 13       | 1        | 11       | 130   | 33    | 0     | 0        | 0     | 1     | 19    | 1     | 1     | 75    | 8        | .266  | .310     | .422     | .732  |
| 2008      | TEX       | 61    | 230   | 198   | 27    | 50    | 13       | 0        | 3        | 72    | 26    | 0     | 2        | 0     | 1     | 31    | 1     | 0     | 74    | 1        | .253  | .352     | .364     | .716  |
| 2009      | TEX       | 84    | 310   | 283   | 34    | 66    | 12       | 0        | 9        | 105   | 34    | 0     | 2        | 3     | 1     | 22    | 1     | 1     | 97    | 3        | .233  | .290     | .371     | .661  |
| 2010      | TEX       | 2     | 5     | 5     | 0     | 1     | 0        | 0        | 0        | 1     | 1     | 0     | 0        | 0     | 0     | 0     | 0     | 0     | 1     | 0        | .200  | .200     | .200     | .400  |
| 2010      | BOS       | 10    | 25    | 19    | 2     | 3     | 3        | 0        | 0        | 6     | 1     | 0     | 0        | 0     | 0     | 6     | 0     | 0     | 4     | 0        | .158  | .360     | .316     | .676  |
| '10計     | BOS       | 12    | 30    | 24    | 2     | 4     | 3        | 0        | 0        | 7     | 2     | 0     | 0        | 0     | 0     | 6     | 0     | 0     | 5     | 0        | .167  | .333     | .292     | .625  |
| 2011      | BOS       | 103   | 386   | 358   | 52    | 84    | 23       | 3        | 16       | 161   | 56    | 1     | 0        | 0     | 1     | 24    | 1     | 3     | 119   | 7        | .235  | .288     | .450     | .737  |
| 2012      | BOS       | 121   | 448   | 405   | 55    | 90    | 17       | 1        | 25       | 184   | 59    | 0     | 1        | 0     | 4     | 38    | 0     | 1     | 139   | 5        | .222  | .288     | .454     | .742  |
| 2013      | BOS       | 121   | 470   | 425   | 68    | 116   | 40       | 0        | 14       | 198   | 65    | 4     | 1        | 0     | 2     | 43    | 3     | 0     | 139   | 7        | .273  | .338     | .466     | .804  |
| 2014      | MIA       | 114   | 435   | 373   | 43    | 82    | 20       | 0        | 11       | 135   | 44    | 0     | 1        | 0     | 5     | 55    | 4     | 2     | 143   | 11       | .220  | .320     | .362     | .681  |
| 2015      | MIA       | 9     | 33    | 29    | 3     | 2     | 1        | 0        | 1        | 6     | 1     | 0     | 0        | 0     | 0     | 4     | 0     | 0     | 12    | 2        | .069  | .182     | .207     | .389  |
| 2015      | ARI       | 70    | 194   | 171   | 23    | 43    | 14       | 0        | 8        | 81    | 23    | 0     | 0        | 1     | 1     | 19    | 0     | 2     | 57    | 3        | .251  | .332     | .474     | .805  |
| '15計     | ARI       | 79    | 227   | 200   | 26    | 45    | 15       | 0        | 9        | 87    | 24    | 0     | 0        | 1     | 1     | 23    | 0     | 2     | 69    | 5        | .225  | .310     | .435     | .745  |
| 2016      | DET       | 92    | 292   | 246   | 30    | 42    | 5        | 1        | 12       | 85    | 38    | 0     | 0        | 0     | 5     | 41    | 1     | 0     | 104   | 1        | .171  | .284     | .346     | .630  |
| 2017      | TOR       | 10    | 26    | 25    | 1     | 1     | 0        | 0        | 0        | 1     | 0     | 0     | 0        | 0     | 0     | 1     | 0     | 0     | 16    | 0        | .040  | .077     | .040     | .117  |
| 2018      | DET       | 5     | 8     | 7     | 0     | 0     | 0        | 0        | 0        | 0     | 0     | 0     | 0        | 0     | 0     | 1     | 0     | 0     | 4     | 0        | .000  | .125     | .000     | .125  |
| MLB：12年 | MLB：12年 | 895   | 3191  | 2852  | 377   | 662   | 161      | 6        | 110      | 1165  | 381   | 5     | 7        | 4     | 21    | 304   | 12    | 10    | 984   | 48       | .232  | .306     | .408     | .715  |

### 背番号
- 18（2007年 - 同年途中）
- 16（2007年途中 - 同年途中）
- 25（2007年途中 - 2008年）
- 21（2009年 - 2010年途中）
- 39（2010年途中 - 2015年途中、2016年）
- 8（2015年途中 - 同年終了）
- 10（2017年）
- 12（2018年）